# 辰巳悠人
辰巳悠人（日语：／ Tatsumi Yuto，暫無官方中文譯名，1998年1月9日—）
，日本演歌歌手，出生於大阪府藤井寺市。日本演歌界將他與中澤卓也、青山新等歌手合稱為引領令和時代新風格的「演歌第7世代」。
辰巳悠人從小就常被祖父帶到卡拉OK喫茶店，3歲就開始上台演唱演歌。中學一年級時，首次參加「青少年卡拉OK大賽」即獲得優勝佳績，歌唱潛力深受舉辦比賽的長良製作肯定。以此為契機，他開始接受成為演歌歌手的訓練。高中畢業後，辰巳從家鄉大阪搬到東京上大學，並連續一年在赤羽等地進行每週2次的街頭表演。2018年1月，他以《下町純情》出道，獲得「日本唱片大獎」最佳新人獎的殊榮。
在日文中，辰巳悠人名字的「Yuto」皆以平假名表示，並無漢字寫法。他曾於2021年在官方部落格向粉絲徵求合適的漢字名，包括「悠人」、「優人」、「祐人」、「悠斗」、「優斗」、「勇翔」等，但至今未有定案。

## 作品

### 迷你專輯
|   | 發行日                 | 名稱                        |
| - | ---------------------- | --------------------------- |
| 1 | 2018年1月17日、8月15日 | 下町純情 （下町純情）               |
| 2 | 2019年3月27日、8月21日 | 男性的純情 （おとこの純情）             |
| 3 | 2020年3月18日、10月7日 | 多愁善感的心／男人淚雨 （センチメンタル･ハート／男のしぐれ） |
| 4 | 2021年1月27日、5月27日 | 邀約至伊甸／望鄉 （誘われてエデン／望郷）       |
| 5 | 2022年1月5日           | 雪月花 （雪月花）                 |

### 正規專輯
|   | 發行日         | 名稱                                    |
| - | -------------- | --------------------------------------- |
| 1 | 2019年12月25日 | 辰巳悠人首張專輯「用盡全力唱吧！」 （辰巳ゆうとファーストアルバム-力いっぱい、歌いました！） |

## 獎項
- 2018年第60屆日本唱片大獎最佳新人獎
- 2019年第1屆日本演歌歌謠大獎獎勵賞
- 2019年第29屆NAK日本流行歌大賞
- 2019年第33屆日本金唱片大獎最佳演歌/歌謠曲新歌手

## 外部連結
- 辰巳悠人官方網站 （页面存档备份，存于）
- 辰巳悠人官方部落格 （页面存档备份，存于）
- 長良製作官方介紹頁 （页面存档备份，存于）
- JVC建伍勝利娛樂官方介紹頁 （页面存档备份，存于）
- 辰巳悠人的X（前Twitter）
- 辰巳悠人的Instagram帳戶
- YouTube上的辰巳悠人音樂頻道
- YouTube上的辰巳悠人活動頻道